# Francoa appendiculata
Francoa appendiculata är en tvåhjärtbladig växtart som beskrevs av Adrien Henri Laurent de Jussieu. Francoa appendiculata ingår i släktet Francoa och familjen Francoaceae.

## Underarter
Arten delas in i följande underarter:
- F. a. ramosa
- F. a. sonchifolia